# اوپیدو مامرتینا
اوپیدو مامرتینا (به ایتالیایی: Oppido Mamertina) یک کومونه در ایتالیا است که در استان رجو کالابریا واقع شده‌است. اوپیدو مامرتینا ۵۸ کیلومتر مربع مساحت و ۵٬۴۸۴ نفر جمعیت دارد و ۳۴۲ متر بالاتر از سطح دریا واقع شده‌است.